# イルフ童画館
イルフ童画館（イルフどうがかん）は、長野県岡谷市中央町にある美術館。同市出身の童画家、武井武雄の作品を展示、収蔵する。

## 概要
1998年4月18日に開館。イルフという名称は、武井武雄が「古い」という言葉を逆に読み、新しいという意味をつけたもので館の愛称である。岡谷市条例の上では、日本童画美術館という名前である。館の内容は、主に武井武雄の童画、版画、刊本等を展示するほか、一般の童画等も収集、展示している。この館の運営管理は、指定管理者の公益財団法人おかや文化振興事業団（旧・財団法人岡谷市振興公社）に委託をしている。
2023年12月5日から2024年1月19日まで空調工事のため、長期休館、同年4月8日から4月28日まで設備点検のため臨時休館。
2024年生誕130年をむかえ、同館では4月29日より「武井武雄　生誕130年記念　新コレクション展」が開催予定。

## 童画館の設置
イルフ童画館は、博物館法上の登録施設ではなく、同市では美術館のある中心市街地再開発地区の活性化に寄与する観光文化施設としての位置付けをしており、それは、再開発ビルにイルフプラザという名称を付けたことによっても分かる。また同ビルから岡谷駅への通りを「童画館通り」としたことにも、まちづくりとの関連が見られる。そのほか武井武雄が描いた絵画、版画等をデザインした街路灯の設置、公共施設への壁画設置等まちづくりの上で活用されている。
しかしこの童画館は、有資格の専門職である学芸員を配置し、美術品の展示・収集、保管・調査研究、教育活動を行っている歴とした博物館施設（美術館）の体制を整えている。

## 童画館の内容
1階

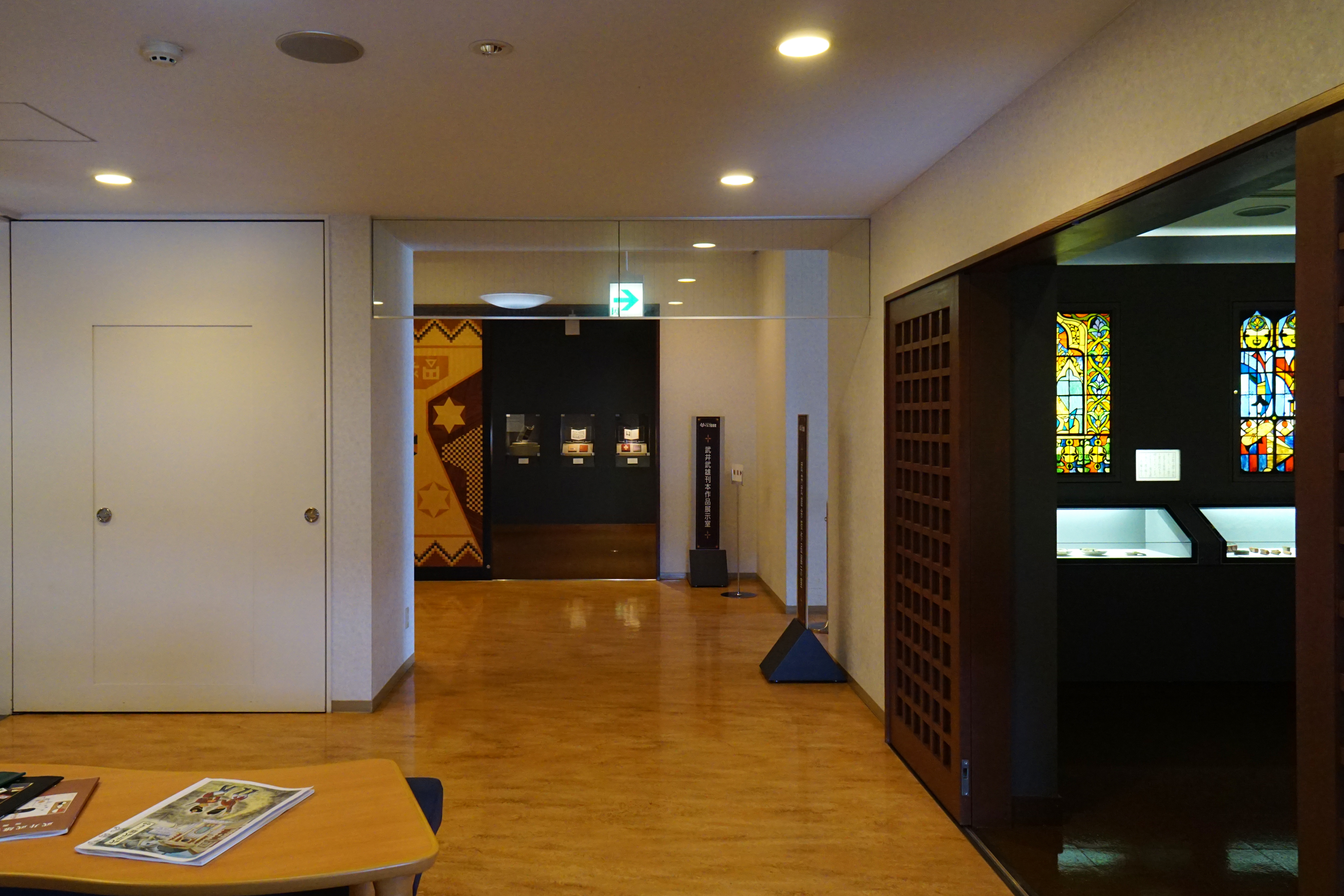
3階ホール。右手に武井武雄余技作品展示室入口、正面に武井武雄刊本作品展示室入口

- 絵本ライブラリー「はらっぱ」 - 絵本の閲覧、ボランティアグループによる親子連れを対象にした絵本の読み聞かせ等各種イベント開催、コンサート、手工芸ワークショップなどを実施
- ミュージアムショップ - 武井武雄作品集、企画展関係絵本、グッズ等の販売
- 喫茶ラムラム - 店名は武井武雄の1926年に発刊した刊本作品「ラムラム王」に由来する

2階
- 第1企画展示室 - 内外の絵本作家の企画展を年間5回～6回程度実施している
- 第2企画展示室 - アメリカのイラストレーター、モーリス・センダックの原画などを展示している

3階
- 武井武雄作品展示室 - 年間5回～6回、武井作品のテーマを設定し、展示換えを行う
- 武井武雄刊本作品展示室 - 刊本は「本の宝石」と言われ、武井が素材、絵、文字、装丁、函、印刷方法にいたるまで全てを自分で作成した豆本。139冊が発行された
- 武井武雄余技作品展示室 - ミニアチュール、玩具、トランプ、カルタ等

## 童画の日
1925年（大正14年）5月8日に東京銀座資生堂ギャラリーで「武井武雄童画展覧会」が開催され、初めて武井が「童画」という言葉を使ったことにより、岡谷市は5月8日を毎年「童画の日」とし、日本記念日協会の認定を受けた。童画の日の趣旨の普及と活用についてはイルフ童画館がその任を負っている。

## 日本童画大賞
「童画」を生み出した武井武雄にちなんで、岡谷市並びにイルフ童画館（財団法人岡谷市振興公社）が主催して童画大賞展を行っている。第1回は、平成12年3月に公募し、408人、66点の応募があった。その中から、版画家山本容子氏を審査委員長として審査が行われ、入賞作品として童画大賞1点（賞金100万円）、最優秀賞（信濃毎日新聞社賞）1点、優秀賞1点、審査委員特別賞などを選定した。
第2回以後この大賞展は、隔年実施のイルフビエンナーレとして開催されている。
2023年第12回の時点でタブロー（趣旨、画題に沿った“童画”、子どもの心にふれる絵）部門、絵本部門（いずれも高校生以上）と、こども絵本部門（小、中学生）の3部門がもうけられている。

## 周辺
- 童画館通り商店街 - イルフプラザから岡谷駅へ通じる商店街通り。店の看板や街灯など、武井武雄のイラストやレリーフ・モニュメントを取り入れていて、イルフの世界を感じられる。
- 市立岡谷美術考古館 - 童画館通り商店街の中に建つ複合施設。同館とイルフ童画館、岡谷蚕糸博物館、旧林家住宅（重要文化財）、旧渡辺家住宅（長野県宝）と共通入場券もあり、それぞれ1回入館することができる。
- 市営中央町立体駐車場(イルフの隣)
- 岡谷スカラ座